# Sam T. Francis
Pour les articles homonymes, voir Francis.
Samuel Todd Francis, né à Chattanooga (Tennessee) et mort le 15 février 2005 à Cheverly (Maryland), est un éditorialiste et théoricien américain du nationalisme blanc et du paléo-conservatisme.
Connu pour ses éditoriaux polémiques au sein du Washington Times, il est contraint de démissionner en 1995 après des propos racistes.
De manière posthume, il est considéré comme une influence de l'alt-right et des conservateurs américains depuis les années 2010.

## Biographie
Samuel Todd Francis naît à Chattanooga (Tennessee). Il obtient un diplôme de licence à l'université Johns-Hopkins en 1969, un diplôme de master à l'université de Caroline du Nord à Chapel Hill en 1971 et un doctorat en histoire dans la même université en 1979. Sa thèse porte sur Edward Hyde, 1er comte de Clarendon,.
En 1977, il devient analyste politique à la Heritage Foundation, puis devient assistant du sénateur républicain John Porter East (en) à partir de son élection en 1980, avant de rejoindre l'équipe éditoriale du Washington Times en 1986. Cinq ans plus tard, il devient chroniqueur pour le journal, et sa chronique devient syndiquée. Il est également rédacteur au sein de Southern Partisan et de journaux gérés par Roger Pearson,,.
En septembre 1995, Sam Francis est contraint de démissionner de son poste de chroniqueur au Washington Times en raison de la divulgation de propos tenus lors de la première conférence d'American Renaissance dans lesquels il plaide pour « une conscience raciale blanche explicite pour défendre le matériel génétique qui a fait la grandeur de l'Amérique ». Par la suite, il rejoint le Council of Conservative Citizens, dont il devient un membre influent.
Il meurt à l'âge de 57 ans le 15 février 2005 au Prince George's Hospital Center à Cheverly (Maryland) à la suite d'une intervention chirurgicale infructueuse pour traiter un anévrisme de l'aorte,.

## Positions
Sam Francis est un théoricien intellectuel du nationalisme blanc. Dans sa logique de restauration de la dominance culturelle et politique des Blancs américains, il s'oppose au libre-échange et à l'immigration. Au sein de ses éditoriaux dans le Washington Times, il se déclare en faveur de la déportation des immigrés en règle et du contrôle des naissances pour les mères bénéficiaires de l'aide sociale. Contrairement à d'autres suprémacistes, il n'adopte pas d'antisémitisme explicite, incluant les Juifs ashkénazes dans sa vision de la « race blanche ». Pour lui, tant que les nationalistes blancs ne s'unissent pas derrière un leader crédible, leur mouvement restera marginalisé au sein du système politique,,. Francis est également considéré comme un paléo-conservateur, mais est ouvertement raciste, contrairement à la plupart des paléo-conservateurs,.
Après les attentats du 11 septembre 2001, Sam Francis critique la « guerre contre le terrorisme » de l'administration Bush, affirmant qu'elle servirait à légitimer un nouvel État de sécurité nationale tout en favorisant l'immigration à bas salaires. Il soutient que les élites chercheraient à maintenir leur hégémonie à travers une manipulation de l'opinion publique en se servant des terroristes d'Al-Qaïda de la même manière qu'elles se seraient servies du mouvement des miliciens.
Il soutient en 2004 que la véritable identité nationale repose sur un « sang commun », citant Thomas Jefferson, et rejette l'idée que les nations puissent être définies par des croyances politiques, assimilant cette notion aux États totalitaires. Francis voit ainsi l'identité américaine comme fondamentalement blanche et chrétienne, une vision qu'il partage avec Pat Buchanan.

### Campagnes présidentielles de Pat Buchanan

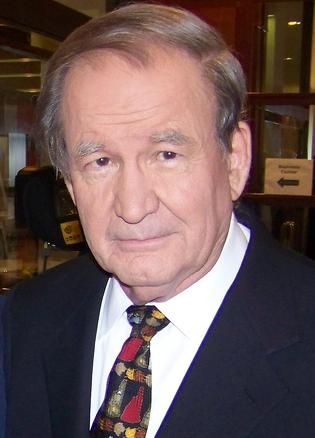
Pat Buchanan.

Il influence l'homme politique Pat Buchanan, avec qui il rédige des éditoriaux dans le Washington Times et dont il soutient la candidature aux primaires républicaines de 1992. Francis étant en désaccord stratégique avec les mouvements miliciens et complotistes au sein de la droite, il préconise une guerre culturelle contre l'égalitarisme et le multiculturalisme, s'inspirant du concept d'hégémonie culturelle d'Antonio Gramsci. Il considère ainsi que les « Middle American Radicals » — un groupe sociopolitique identifié par le sociologue Donald Warren décrivant une partie de la classe moyenne blanche américaine soutenant les mouvements conservateurs et populistes — formeraient une classe politique essentielle pour initier un changement sociétal et culturel aux États-Unis, et que Buchanan pourrait favoriser le développement de sa conscience et de son pouvoir à travers sa campagne avec une stratégie nationaliste et populiste mettant en avant les intérêts des Américains moyens supposément menacés par la mondialisation et l'immigration,.
Lors de la conférence d'American Renaissance de mai 1995, il critique la campagne de Pat Buchanan en affirmant que Buchanan manque de conseillers politiques stables et a perdu sa direction. Il critique également la gestion de la campagne par la sœur de Buchanan, Bay, en disant qu'elle serait incapable de diriger efficacement l'équipe. Après l'échec de la campagne de Buchanan, il lui reproche de ne pas s'être adressé directement aux préoccupations raciales des travailleurs blancs, s'étant plutôt concentré sur des questions de politique commerciale et étrangère. Francis argüe également que l'absence d'un véritable appel à la conscience raciale parmi les électeurs blancs a empêché la création d'une alternative viable aux Républicains. Il déclare d'ailleurs que le Parti républicain devait être détruit, reflétant son éloignement des conservateurs traditionnels.

## Postérité
Son rejet des normes du conservatisme traditionnel et sa disposition à aborder des idées racistes influence l'alt-right, bien qu'il soit décédé en 2005 avant la popularisation de ce concept,,.
Les idées exprimées dans ses écrits, notamment celles concernant la stratégie à adopter pour les campagnes présidentielles de Buchanan, influencent la campagne de Donald Trump à l'élection présidentielle de 2016,.
En 2022, Vanity Fair note que ses idées sont de nouveau discutées dans les cercles conservateurs, malgré ses opinions extrêmes et son exclusion du mouvement conservateur de son vivant.